# متشعب
مُتَشَعِّب (الاسم العلمي: Dicra)، جنس خنافس من فصيلة خنافس طويلة القرون وفُصيلة خنافس طويلة القرون مسطحة الوجه. يشتمل الجنس على الأنواع التالية:
- Dicra insignicornis Fauvel, 1906
- Dicra nodicornis Fauvel, 1906